# Verein für Leibesübungen Wolfsburg 2020-2021
Questa pagina raccoglie i dati riguardanti il V.f.L. Wolfsburg nelle competizioni ufficiali della stagione 2020-2021.

## Stagione
La stagione 2020-21 è stata la 76ª nella storia del club e la sua 24ª stagione nella massima divisione tedesca. Essa ha visto il Wolfsburg partecipare alla Bundesliga, per la ventiquatreesima stagione consecutiva, e alla Coppa di Germania in ambito nazionale; all'Europa League in ambito europeo.
Allenato da Oliver Glasner, ha concluso il campionato di Bundesliga al 4º posto, qualificandosi per la fase a gironi di UEFA Champions League.
In coppa di Germania il Wolfsburg è stato eliminato ai quarti di finale dal RB Lipsia, mentre il cammino europeo in UEFA Europa League si è fermato prima ancora di iniziare, perdendo lo spareggio contro i greci dell'AEK Atene.

## Maglie e sponsor
Lo sponsor tecnico, per la stagione 2020-2021, è Nike, mentre lo sponsor ufficiale che compare sulle divise rimane lo storico Volkswagen, marchio della multinazionale Volkswagen AG, proprietaria del club.
| Casa | Trasferta |

## Rosa
Rosa aggiornata al 31 maggio 2021.
| N. |                        | Ruolo | Calciatore         |
| -- | ---------------------- | ----- | ------------------ |
| 1  | Belgio (bandiera)      | P     | Koen Casteels      |
| 2  | Brasile (bandiera)     | D     | William            |
| 4  | Spagna (bandiera)      | C     | Camacho            |
| 4  | Francia (bandiera)     | D     | Maxence Lacroix    |
| 5  | Paesi Bassi (bandiera) | D     | Jeffrey Bruma      |
| 6  | Brasile (bandiera)     | D     | Paulo Otávio       |
| 7  | Croazia (bandiera)     | C     | Josip Brekalo      |
| 8  | Svizzera (bandiera)    | C     | Renato Steffen     |
| 9  | Paesi Bassi (bandiera) | A     | Wout Weghorst      |
| 10 | Turchia (bandiera)     | C     | Yunus Malli        |
| 11 | Germania (bandiera)    | C     | Felix Klaus        |
| 12 | Austria (bandiera)     | P     | Pavao Pervan       |
| 14 | Svizzera (bandiera)    | A     | Admir Mehmedi      |
| 15 | Francia (bandiera)     | D     | Jérôme Roussillon  |
| 17 | Germania (bandiera)    | C     | John Yeboah        |
| 17 | Germania (bandiera)    | A     | Maximilian Philipp |
| 19 | Svizzera (bandiera)    | D     | Kevin Mbabu        |
| 20 | Germania (bandiera)    | C     | Luca Horn          |

| N. |                         | Ruolo | Calciatore          |
| -- | ----------------------- | ----- | ------------------- |
| 20 | Germania (bandiera)     | C     | Ridle Baku          |
| 21 | Polonia (bandiera)      | A     | Bartosz Białek      |
| 23 | Francia (bandiera)      | C     | Josuha Guilavogui   |
| 24 | Austria (bandiera)      | C     | Xaver Schlager      |
| 25 | Stati Uniti (bandiera)  | D     | John Anthony Brooks |
| 26 | Stati Uniti (bandiera)  | A     | Ulysses Llanez      |
| 27 | Germania (bandiera)     | C     | Max Arnold          |
| 29 | Egitto (bandiera)       | A     | Omar Marmoush       |
| 30 | Germania (bandiera)     | P     | Niklas Klinger      |
| 31 | Germania (bandiera)     | C     | Yannick Gerhardt    |
| 32 | RD del Congo (bandiera) | D     | Marcel Tisserand    |
| 33 | Germania (bandiera)     | A     | Daniel Ginczek      |
| 34 | Croazia (bandiera)      | D     | Marin Pongračić     |
| 35 | Germania (bandiera)     | P     | Lino Kasten         |
| 36 | Germania (bandiera)     | P     | Phillip Menzel      |
| 39 | Germania (bandiera)     | D     | Tim Siersleben      |
| 40 | Brasile (bandiera)      | C     | João Victor         |
| 43 | Germania (bandiera)     | C     | Julian Justvan      |

## Calciomercato

### Sessione estiva(dall'1/9 al 5/10)
| Acquisti | Acquisti           | Acquisti       | Acquisti              |
| R.       | Nome               | da             | Modalità              |
| -------- | ------------------ | -------------- | --------------------- |
| D        | Jeffrey Bruma      | Magonza        | fine prestito         |
| D        | Maxence Lacroix    | Sochaux        | definitivo (5 mln €)  |
| D        | Felix Uduokhai     | Augusta        | fine prestito         |
| C        | Ridle Baku         | Magonza        | definitivo (10 mln €) |
| C        | Yunus Malli        | Union Berlino  | fine prestito         |
| C        | Elvis Rexhbeçaj    | Colonia        | fine prestito         |
| C        | Marvin Stefaniak   | Greuther Fürth | fine prestito         |
| C        | John Yeboah        | VVV-Venlo      | fine prestito         |
| A        | Bartosz Białek     | Zagłębie Lubin | definitivo (5 mln €)  |
| A        | Maximilian Philipp | Dinamo Mosca   | prestito              |

| Cessioni | Cessioni         | Cessioni           | Cessioni              |
| R.       | Nome             | a                  | Modalità              |
| -------- | ---------------- | ------------------ | --------------------- |
| P        | Phillip Menzel   | Austria Klagenfurt | definitivo            |
| D        | Luca Horn        | Hansa Rostock      | definitivo (50.000 €) |
| D        | Robin Knoche     | Union Berlino      | fine contratto        |
| D        | Marcel Tisserand | Fenerbahçe         | definitivo (4 mln €)  |
| D        | Felix Uduokhai   | Augusta            | riscattato (7 mln €)  |
| C        | Ismail Azzaoui   | Heracles Almelo    | fine contratto        |
| C        | Camacho          |                    | ritirato              |
| C        | Julian Justvan   | Paderborn          | definitivo            |
| C        | Elvis Rexhbeçaj  | Colonia            | rinnovo prestito      |
| C        | John Yeboah      | Willem II          | definitivo            |
| A        | Ulysses Llanez   | Heerenveen         | prestito              |

### Operazioni esterne(dal 6/10 al 3/1)
| Acquisti | Acquisti | Acquisti | Acquisti |
| R.       | Nome     | da       | Modalità |
| -------- | -------- | -------- | -------- |

| Cessioni | Cessioni | Cessioni | Cessioni |
| R.       | Nome     | a        | Modalità |
| -------- | -------- | -------- | -------- |

### Sessione invernale(dal 4/1 all'1/2)
| Acquisti | Acquisti | Acquisti | Acquisti |
| R.       | Nome     | da       | Modalità |
| -------- | -------- | -------- | -------- |

| Cessioni | Cessioni      | Cessioni           | Cessioni   |
| R.       | Nome          | a                  | Modalità   |
| -------- | ------------- | ------------------ | ---------- |
| D        | William       | Schalke 04         | prestito   |
| C        | Felix Klaus   | Fortuna Düsseldorf | prestito   |
| C        | Yunus Malli   | Trabzonspor        | definitivo |
| A        | Omar Marmoush | St. Pauli          | prestito   |

### Operazioni esterne(dal 2/2 al 31/5)
| Acquisti | Acquisti    | Acquisti           | Acquisti      |
| R.       | Nome        | da                 | Modalità      |
| -------- | ----------- | ------------------ | ------------- |
| C        | Felix Klaus | Fortuna Düsseldorf | fine prestito |

| Cessioni | Cessioni    | Cessioni           | Cessioni               |
| R.       | Nome        | a                  | Modalità               |
| -------- | ----------- | ------------------ | ---------------------- |
| C        | Felix Klaus | Fortuna Düsseldorf | riscattato (1,1 mln €) |

## Risultati

### Bundesliga

#### Girone di andata
| Wolfsburg 20 settembre 2020, ore 18:00 CEST 1ª giornata | Wolfsburg | 0 – 0 referto | Bayer Leverkusen | Volkswagen-Arena (500 spett.)\| Arbitro: \| Jablonski \| |
| Arbitro:                                                | Jablonski |               |                  |                                                          |

| Arbitro: | Storks |

|              |           |             |
| Petersen 11’ | Marcatori | 42’ Brekalo |

| Wolfsburg 4 ottobre 2020, ore 15:30 CEST 3ª giornata | Wolfsburg | 0 – 0 referto | Augusta | Volkswagen-Arena (4 632 spett.)\| Arbitro: \| Zwayer \| |
| Arbitro:                                             | Zwayer    |               |         |                                                         |

| Arbitro: | Schlager |

|                    |           |              |
| Hofmann 78’ (rig.) | Marcatori | 85’ Weghorst |

| Arbitro: | Gräfe |

|                         |           |                |
| Weghorst 19’ Arnold 20’ | Marcatori | 80’ Schipplock |

| Arbitro: | Petersen |

|          |           |          |
| Cunha 6’ | Marcatori | 20’ Baku |

| Arbitro: | Jablonski |

|                         |           |             |
| Steffen 5’ Weghorst 26’ | Marcatori | 88’ Adamyan |

| Arbitro: | Fritz |

|  |           |                          |
|  | Marcatori | 3’ Weghorst 24’ Schlager |

| Arbitro: | Dingert |

|                                                    |           |                                               |
| Baku 22’ Brooks 25’ Weghorst 37’, 76’ Białek 90+5’ | Marcatori | 13’ Bittencourt 36’ Möhwald 47’ (aut.) Brooks |

| Arbitro: | Jablonski |

|                        |           |                         |
| Thielmann 18’ Duda 43’ | Marcatori | 29’ Arnold 47’ Weghorst |

| Arbitro: | Schmidt |

|                          |           |                 |
| Weghorst 76’ (rig.), 88’ | Marcatori | 62’ (rig.) Dost |

| Arbitro: | Fritz |

|                        |           |            |
| Lewandowski 45+1’, 50’ | Marcatori | 5’ Philipp |

| Arbitro: | Badstübner |

|             |           |  |
| Brekalo 73’ | Marcatori |  |

| Arbitro: | Gräfe |

|                         |           |  |
| Akanji 66’ Sancho 90+1’ | Marcatori |  |

| Arbitro: | Ittrich |

|                        |           |                                 |
| Becker 29’ Andrich 52’ | Marcatori | 10’ Steffen 65’ (rig.) Weghorst |

| Arbitro: | Stieler |

|                          |           |                      |
| Weghorst 22’ Steffen 35’ | Marcatori | 5’ Mukiele 54’ Orban |

| Arbitro: | Storks |

|  |           |                         |
|  | Marcatori | 65’ Białek 79’ Weghorst |

#### Girone di ritorno
| Arbitro: | Fritz |

|  |           |          |
|  | Marcatori | 35’ Baku |

| Arbitro: | Reichel |

|                                      |           |  |
| Brooks 21’ Weghorst 39’ Gerhardt 86’ | Marcatori |  |

| Arbitro: | Hartmann |

|  |           |                       |
|  | Marcatori | 38’ Weghorst 59’ Baku |

| Wolfsburg 14 febbraio 2021, ore 18:00 CET 21ª giornata | Wolfsburg | 0 – 0 referto | Borussia M'gladbach | Volkswagen-Arena (0 spett.)\| Arbitro: \| Stieler \| |
| Arbitro:                                               | Stieler   |               |                     |                                                      |

| Arbitro: | Brych |

|  |           |                             |
|  | Marcatori | 29’, 47’ Steffen 54’ Arnold |

| Arbitro: | Dankert |

|                                |           |  |
| Klünter 38’ (aut.) Lacroix 89’ | Marcatori |  |

| Arbitro: | Schmidt |

|                             |           |              |
| Baumgartner 8’ Kramarić 41’ | Marcatori | 23’ Weghorst |

| Arbitro: | Storks |

|                                                                  |           |  |
| Mustafi 32’ (aut.) Weghorst 51’ Baku 58’ Brekalo 64’ Philipp 79’ | Marcatori |  |

| Arbitro: | Schröder |

|             |           |                                |
| Möhwald 45’ | Marcatori | 9’ (aut.) Sargent 42’ Weghorst |

| Arbitro: | Hartmann |

|             |           |  |
| Brekalo 69’ | Marcatori |  |

| Arbitro: | Fritz |

|                                           |           |                                      |
| Kamada 8’ Jović 27’ A. Silva 54’ Durm 61’ | Marcatori | 6’ Baku 46’ Weghorst 85’ (aut.) Tuta |

| Arbitro: | Zwayer |

|                          |           |                                    |
| Weghorst 35’ Philipp 54’ | Marcatori | 15’, 37’ Musiala 24’ Choupo-Moting |

| Arbitro: | Brych |

|              |           |                                             |
| Castro 90+2’ | Marcatori | 15’, 37’ Schlager 82’ Weghorst 82’ Gerhardt |

| Arbitro: | Stieler |

|  |           |                 |
|  | Marcatori | 12’, 68’ Håland |

| Arbitro: | Jablonski |

|                       |           |  |
| Brekalo 12’, 63’, 90’ | Marcatori |  |

| Arbitro: | Zwayer |

|                                  |           |                    |
| Kluivert 51’ Sabitzer 78’ (rig.) | Marcatori | 12’, 45+1’ Brekalo |

| Arbitro: | Dankert |

|                             |           |                                  |
| Philipp 47’ João Victor 66’ | Marcatori | 44’ Boëtius 54’ Quaison 47’ Bell |

### Coppa di Germania
| Arbitro: | Schröder |

|                  |           |                                                  |
| Geurts 9’ (rig.) | Marcatori | 24’, 29’ João Victor 60’ Gerhardt 77’ Guilavogui |

| Arbitro: | Winkmann |

|                                                  |           |  |
| Gerhardt 27’ Weghorst 29’, 90+1’ João Victor 41’ | Marcatori |  |

| Arbitro: | Zwayer |

|              |           |  |
| Weghorst 40’ | Marcatori |  |

| Arbitro: | Fritz |

|                       |           |  |
| Poulsen 68’ Hwang 88’ | Marcatori |  |

### Europa League

#### Turni di qualificazione
| Arbitro: | Duje Strukan |

|  |           |                                           |
|  | Marcatori | 21’, 74’ Weghorst 33’ Lacroix 90’ Mehmedi |

| Arbitro: | Lawrence Visser |

|                              |           |  |
| Guilavogui 16’ Ginczek 90+2’ | Marcatori |  |

#### Spareggio
| Arbitro: | Artur Soares Dias |

|                             |           |               |
| Simões 64’ Ansarifard 90+4’ | Marcatori | 45+1’ Mehmedi |

## Statistiche
Statistiche aggiornate al 31 maggio 2021.

### Statistiche di squadra
| Competizione       | Punti            | In casa | In casa | In casa | In casa | In casa | In casa | In trasferta | In trasferta | In trasferta | In trasferta | In trasferta | In trasferta | Totale | Totale | Totale | Totale | Totale | Totale | DR  |
| Competizione       | Punti            | G       | V       | N       | P       | Gf      | Gs      | G            | V            | N            | P            | Gf           | Gs           | G      | V      | N      | P      | Gf     | Gs     | DR  |
| ------------------ | ---------------- | ------- | ------- | ------- | ------- | ------- | ------- | ------------ | ------------ | ------------ | ------------ | ------------ | ------------ | ------ | ------ | ------ | ------ | ------ | ------ | --- |
| Bundesliga         | 61               | 17      | 10      | 4       | 3       | 32      | 16      | 17           | 7            | 6            | 4            | 29           | 21           | 34     | 17     | 10     | 7      | 61     | 37     | +24 |
| Coppa di Germania  | Quarti di finale | 2       | 2       | 0       | 0       | 5       | 0       | 2            | 1            | 0            | 1            | 4            | 3            | 4      | 3      | 0      | 1      | 9      | 3      | +6  |
| UEFA Europa League | Spareggi         | 1       | 1       | 0       | 0       | 2       | 0       | 2            | 1            | 0            | 1            | 5            | 2            | 3      | 2      | 0      | 1      | 7      | 2      | +5  |
| Totale             | -                | 20      | 13      | 4       | 3       | 39      | 16      | 21           | 9            | 6            | 6            | 38           | 26           | 41     | 22     | 10     | 9      | 77     | 42     | +35 |

### Andamento in campionato
| Giornata  | 1  | 2  | 3  | 4  | 5  | 6  | 7 | 8 | 9 | 10 | 11 | 12 | 13 | 14 | 15 | 16 | 17 | 18 | 19 | 20 | 21 | 22 | 23 | 24 | 25 | 26 | 27 | 28 | 29 | 30 | 31 | 32 | 33 | 34 |
| --------- | -- | -- | -- | -- | -- | -- | - | - | - | -- | -- | -- | -- | -- | -- | -- | -- | -- | -- | -- | -- | -- | -- | -- | -- | -- | -- | -- | -- | -- | -- | -- | -- | -- |
| Luogo     | C  | T  | C  | T  | C  | T  | C | T | C | T  | C  | T  | C  | T  | T  | C  | T  | T  | C  | T  | C  | T  | C  | T  | C  | T  | C  | T  | C  | T  | C  | C  | T  | C  |
| Risultato | N  | N  | N  | N  | V  | N  | V | V | V | N  | V  | P  | V  | P  | N  | N  | V  | V  | V  | V  | N  | V  | V  | P  | V  | V  | V  | P  | P  | V  | P  | V  | N  | P  |
| Posizione | 10 | 12 | 15 | 13 | 10 | 11 | 6 | 6 | 5 | 5  | 4  | 5  | 4  | 6  | 6  | 6  | 5  | 4  | 3  | 3  | 4  | 3  | 3  | 3  | 3  | 3  | 3  | 3  | 3  | 3  | 3  | 3  | 4  | 4  |

Legenda:

Luogo: C = Casa; T = Trasferta. Risultato: V = Vittoria; N = Pareggio; P = Sconfitta.